# Anna Zinke
Anna Zinke (* 7. Juli 1892 in Kassel; † 25. April 1958 ebenda) war eine hessische Politikerin (SPD) und Abgeordnete der Verfassungberatenden Landesversammlung Groß-Hessen.
Anna Zinke arbeitete nach dem Abschluss der Volksschule als Kinderpflegerin. Seit 1918 war sie Mitglied der SPD und in ihrer Partei Vorsitzende der Frauenorganisation in Kassel. Sie war Leiterin der Arbeiterwohlfahrt des Bezirks Kassel.
In Kassel war Anna Zinke bis 1923 Stadtverordnete. Nach dem Zweiten Weltkrieg war sie erneut in der SPD aktiv und wurde bei den ersten Kommunalwahlen vom 26. Januar 1946 bis 5. Mai 1952 erneut in die Stadtverordnetenversammlung Kassels gewählt.
Vom 15. Juli 1946 bis zum 30. November 1946 war sie Mitglied der Verfassungberatenden Landesversammlung Groß-Hessen.